# Hillary Clintons mejlskandal

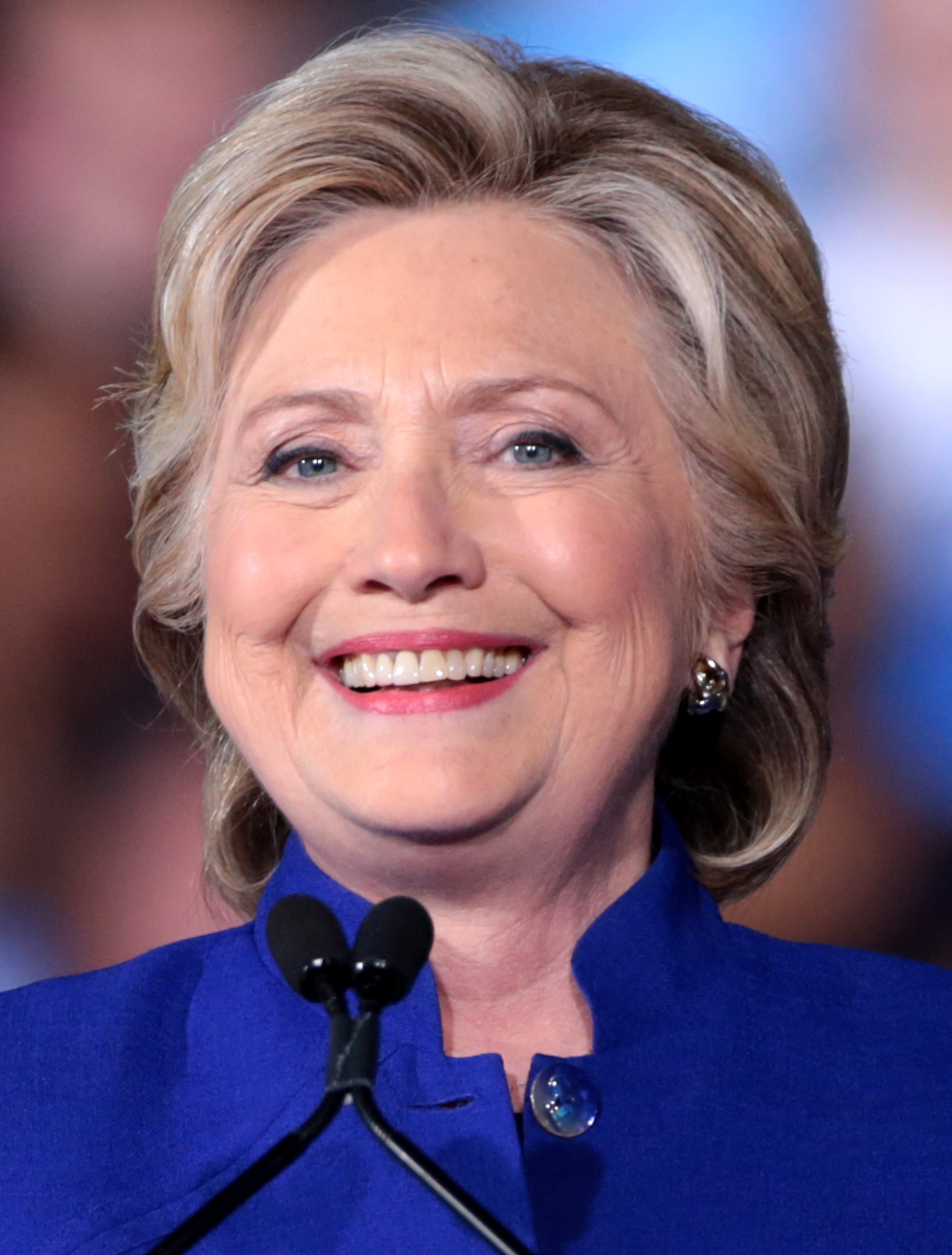
Hillary Clinton, 2016.

Hillary Clintons mejlskandal var en händelse i amerikansk politik som handlade om Hillary Rodham Clinton, den tidigare utrikesministern i USA. Efter Presidentvalet i USA 2008 blev Barack Obama (demokrat) ny amerikansk president. Han valde Hillary Clinton, den tidigare första damen i USA, att bli landets nya utrikesminister. 2015 avslöjade The New York Times att Clinton hade använt sin privata mejladress, istället för utrikesdepartementets egna mejladress, när hon var USA:s utrikesminister 2009—2013. Federal Bureau of Investigation (FBI) gjorde en utredning om detta, men som senare avbröts. Detta sägs ha påverkat Presidentvalet i USA 2016 där republikanen Donald Trump vann över Demokraternas presidentkandidat Hillary Clinton. Clinton blev 2016 den första kvinnliga presidentkandidaten (vald av ett större politiskt parti) i amerikansk historia. Därefter har många olika konspirationsteorier spridits om både Hillary Clinton och Barack Obama. Många av dessa har skapats av republikanska anhängare till Trump.